# Jeremias Machado da Rocha Simões
Jeremias Machado da Rocha Simões (Doze Ribeiras, 13 de Março de 1903 — Angra do Heroísmo, 29 de Julho de 1984) foi um cónego da Sé de Angra que se notabilizou como orador sacro e publicista.

## Biografia
Filho de José Machado da Rocha Simões (26 de fevereiro de 1859 - 20 de outubro de 1939) e de Rosa Amélia Menezes Simões, (28 de janeiro de 1871 - 12 de julho de 1943) nasceu na Freguesia das Doze Ribeiras, sendo o sétimo filho, (em ordem de data de nascimento) de um total de onze filhos. Foi ordenado Padre em 1925. Fixou residência na ilha Terceira. Sua primeira Batina, foi confecionada por sua irmã mais velha, chamada Maria Amélia de Menezes Simões (29 de dezembro de 1892 - 21 de Setembro de 1973) e que em Agosto de 1926, foi para Marselha, na França, para o Mosteiro da Visitação, onde entrou para a clausura, dedicando-se aos serviços de costura, rouparia e obviamente orações, e emitiu seus votos perpétuos em 16 de Abril de 1928, recebendo o nome de Maria Luiza. No mesmo ano em que foi ordenado Padre, seu irmão mais velho - o segundo filho, José Machado da Rocha Simões Filho, (13 de maio de 1894 - 19 de agosto de 1925) faleceu na cidade de Goshen, na Califórnia, nos Estados Unidos da América do Norte, para onde tinha ido com mais três irmãos, o terceiro filho Manuel Machado da Rocha Simões (12 de agosto de 1895 - 26 de março de 1979) o quarto filho-Francisco Machado da Rocha Simões (27 de fevereiro de 1897 - 10 de junho de 1987) e o sexto filho - António Machado da Rocha Simões (28 de junho de 1901 - 1 de agosto de 1980). O Padre Jeremias sempre foi preocupado com seus familiares, e principalmente seus pais e irmãos. Embora Manuel e Francisco tenham formado família naquela cidade, casando-se cada um deles respectivamente com duas irmãs que eram suas primas, Manuel com Tereza Mancebo (tiveram duas filhas) e Francisco com Francisca Mancebo(tiveram três filhas e um filho) sempre que podiam iam as Doze Ribeiras, visitar seus familiares e principalmente seu irmão Padre. António retornou a Ilha Terceira onde casou-se com Laura Borges, filha do Sr. (João Borges e D. Maria da Conceição) em 28 de outubro de 1931 e tiveram quatro filhas e três filhos. Antonio além das atividades de Agricultor, sempre foi colaborador do Padre Jeremias, não só como acólito, mas também nas atividades na Igreja de São Jorge, nas Doze Ribeiras, que ficava próxima a sua residência. Francisca Menezes Simões Corrêa, (2 de abril de 1899 - 28 de abril de 1993) a quinta filha, casou-se com Francisco Alves Martins Corrêa, da Freguesia de Santa Bárbara, em 26 de janeiro de 1922, em Angra do Heroísmo - Ilha Terceira - e em 29 de março de 1922, como seu marido era comerciante no Brasil, viajou para aquele País, onde foi morar na Cidade do Rio de Janeiro, no Bairro Maracanã. Francisca, não teve oportunidade de assistir a Ordenação do Pe. Jeremias, mas em 18 de abril de 1928, voltou a Ilha Terceira para visitar seus pais e dar um abraço pessoalmente no seu irmão Padre. Nessa ocasião, a acompanharam, seu marido, duas filhas e um filho, além do enteado, uma vez que Francisco quando casou, com Francisca, era viúvo de Deolinda Alves Corrêa, desde 29 de setembro de 1915, e tinha um filho Antonio Alves Corrêa Neto.
Permaneceram na Ilha até 17 de abril de 1929, onde puderam matar as saudades. Em 1935, o Padre Jeremias, teve que fazer uma viagem à Roma. Convidou seu Pai a acompanhá-lo, porque queria fazer uma surpresa para sua irmã Freira.
Foram até Marselha, primeiramente, onde seu Pai ficou hospedado no Mosteiro, com autorização da Superiora, visitando sua filha, e ele foi a Roma tratar de assuntos eclesiásticos. No retorno,passou novamente por Marselha, e os três puderam manter momentos de alegria e conversações. A oitava filha- Paulina de Jesus Simões (8 de maio de 1904 - 16 de outubro de 1991) solteira, foi a grande companheira, incentivadora, e colaboradora do Padre Jeremias, sempre pronta a atender as necessidades dos serviços da Igreja, por toda a sua vida. O nono filho, João de Menezes Simões (21 de janeiro de 1906 - 25 de janeiro de 1991) veio para o Brasil, em 1926, trabalhar com Francisco, seu cunhado. Mas por várias vezes retornou a Ilha Terceira para ver seus familiares. Numa delas casou com Elvira Lima, que também veio morar no Brasil, tiveram quatro filhas e três filhos. Isto foi no ano de 1937. Neste ano Pe. Jeremias, foi nomeado Vice Reitor do Seminário, após ter sido Prefeito do Seminário durante 12 (doze) anos. Dentre outras vezes que João foi a Ilha Terceira, em 1966, foi juntamente com seu irmão Padre, visitar su irmã Freira na Convento, na França, e foram depois à cidade de Lourdes, e ainda à Roma e à Espanha. A décima filha - Rosa de Menezes Simões Melo - (2 de agosto de 1907 - 5 de julho de 1957) a mais nova das irmãs, casou com Benjamim Melo (1 de dezembro de 1894 - 24 de setembro de 1971) tiveram quatro filhas e três filhos, e sempre viveram na Ilha Terceira. O décimo primeiro e último filho, o caçula dos irmãos, era Isaías Machado da Rocha Simões (2 de julho de 1913 - 13 de novembro de 1985) que ficou na Ilha Terceira até novembro de 1940, quando viajou para o Brasil, e foi trabalhar com seu cunhado Francisco, no Hotel Cruzeiro do Sul. 
Posteriormente, teve seu próprio comércio, retornou várias vezes a Ilha Terceira. Casou no Brasil, com Stella Pimentel Ferraz (25 de outubro de 1918 - 29 de novembro de 1990) que também era Açoriana, e tiveram um filho. Isaías ficou entusiasmado para vir para o Brasil, porque seu cunhado Francisco e sua irmã Francisca, nesta ocasião, com mais um filho, tinham ido à Ilha Terceira em abril de 1938, para visitar a família. Padre Jeremias sempre foi uma pessoa muito ligada à família, não só a seus irmãos e cunhados, mas também, aos sobrinhos, que perfaziam um total de 19 (dezanove) sobrinhas e de 15 (quinze) sobrinhos, totalizando 34 (trinta e quatro) sobrinhos diretos, fora os indiretos, ou seja, esposas e maridos. Sempre que tinha oportunidade escrevia cartas ou enviava fotografias, ou santinhos para os mesmos. Em 1970, teve a oportunidade de visitar o Brasil, vindo com sua irmã Paulina. Ficaram hospedados na casa de  sua irmã Francisca, e lá tiveram  o recebimento de muitas visitas de pessoas dos Açores que estavam morando no Brasil, e que queriam vê-lo quando souberam que aqui se encontrava. Visitou com seus irmãos, outras cidades do Estado do Rio de Janeiro, tais como Arcozêlo, onde seu irmão Isaías tinha casa de campo. Foi à Friburgo com seu irmão João, visitar uns primos que lá residiam, além de conhecer todos os pontos turísticos da cidade do Rio de Janeiro. Foi também à cidade de Volta Redonda, conhecer a Usina Presidente Vargas, e visitar um sobrinho (filho de sua irmã Francisca) que lá reside com sua família, e que não teve a oportunidade de conhecer a Ilha Terceira, tendo em vista que nasceu após 1938, última vez que seus pais viajaram aquela Ilha. Na cidade de Volta Redonda, o Padre Jeremias fez questão de celebrar missa em uma Igreja da Cidade. Ficou no Brasil no período de 16 de junho de 1970 a 15 de setembro de 1970. Foi também homenageado pela Diretoria da Casa dos Açores, na cidade do Rio de Janeiro,situada na Avenida Melo Matos, onde familiares e conterrâneos, tiveram a oportunidade de participar do almoço e apresentação de danças típicas da região. Mas um fato que não pode ser esquecido é de que Pe. Jeremias, gostava muito de tocar piano (o que sempre fazia na casa de sua irmã) quando lhe sobrava tempo, e ir ao Estádio do Maracanã assistir um jogo de futebol, principalmente quando o Fluminense jogava, pois era o time que tinha simpatia por torcer. Após sair do Brasil visitou ainda seus irmãos nos Estados Unidos, e sua irmã Freira na França. Em agosto de 1975 quando completou 50 (cinquenta anos) de sacerdócio, já então Cônego, teve a alegria de receber seus irmãos que moravam fora da Ilha Terceira, João e Esposa, Isaías e Esposa, Francisca (que tinha ficado viúva em 1946) com sua filha Neuza, e o irmão Francisco que morava na Califórnia. Manuel não pode comparecer porque se encontrava doente. Antonio e Esposa; e Paulina já moravam na Ilha, e assim em festa todos puderam abraçar aquele que além de Padre célebre, admirado por suas pregações, era uma homem otimista, íntegro, admirador da música, do desporto, e principalmente amigo.